# Метод полегшення стовпа рідини глушіння у свердловині

Схеми компоновок деяких варіантів промивання
а, б, в — безпакерна схема; г, д, е — пакерна схема; а, в, г, е — пряме закачування; б, д — зворотне закачування; 1 — рідина глушіння; 2 — рідина закачування

Метод полегшення стовпа рідини у свердловині — один з методів виклику припливу флюїду у свердловиную Реалізується різними способами, але найбільшого поширення набуло промивання (пряме, зворотне, комбіноване), які здійснюються різними рідинами.
Метод полегшення стовпа рідини у свердловині реалізується заміною важкої рідини на легшу шляхом промивання. Розрізняють кілька способів промивання:
– пряме промивання — закачування рідини здійснюється в затрубний простір, а вихід — через колону насосно-компресорних труб (НКТ);
– зворотне промивання — закачування рідини здійснюється в НКТ, а вихід — через затрубний простір;
– комбіноване промивання — перемикання з прямого промивання на зворотне або навпаки.
Незалежно від способу промивання компоновка обладнання, що спускається у свердловину, включає:
1) насосно-компресорні труби (НКТ);
2) НКТ із циркуляційним клапаном і пакером.
В обох варіантах спуск обладнання може здійснюватись або на всю глибину (довжину) свердловини, або на меншу глибину (довжину). Схеми деяких можливих компоновок і варіантів промивання показано на рисунку.
Заміну рідини проводять зворотним промиванням, тобто воду подають у затрубний простір, а промивальну рідину (буровий розчин) витісняють на поверхню через колону НКТ. Якщо промивальна рідина, якою заповнена свердловина, має велику густину (1500 кг/м3 і більше) і високе статичне напруження зсуву, то її замінюють водою не відразу, а поступово. Спочатку у затрубний простір запомповують промивальну рідину з густиною на 200 – 
300 кг/м3 меншою від густини рідини, яка знаходиться у свердловині. При цьому здійснюється повний цикл циркуляції у свердловині. Аналогічні операції здійснюють до того моменту, поки різниця густин між рідиною, яка виходить із НКТ, і водою буде дорівнювати 200 – 300 кг/м3. З цього моменту у затрубний простір можна подавати воду.
Якщо після промивання водою пласт не проявляє себе, тоді воду у свердловині замінюють нафтою. Під час робіт із заміни промивальної рідини на воду або нафту тиск у затрубному просторі не повинен перевищувати тиску опресування експлуатаційної колони.
При відсутності насосного (цементувального) агрегату промивальну рідину можна змінювати на воду за допомогою бурового насоса при малих втулках і наявності двох всмоктуючих клапанів на кожному циліндрі насоса. Якщо метод послідовного зменшення густини рідини у стовбурі свердловини з метою виклику припливу є доволі простим і здійснюється звичайними насосними агрегатами або буровими насосами, то зниження рівня у свердловині – відповідальна операція, яка характеризується великою трудомісткістю і значною тривалістю.